# Casino Travemünde

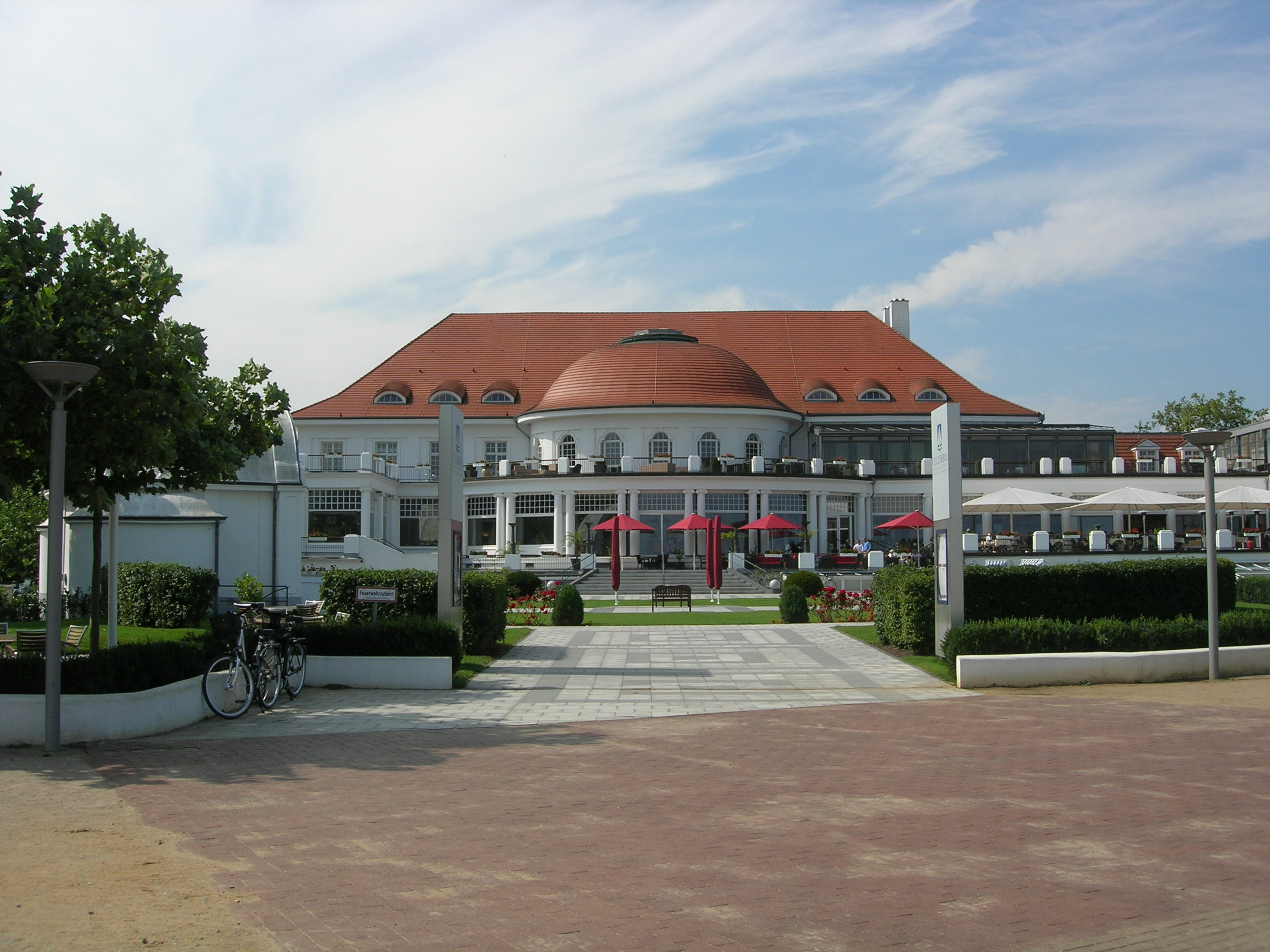
Hotel Casino Travemünde im Jugendstil, Seeseite, 2007

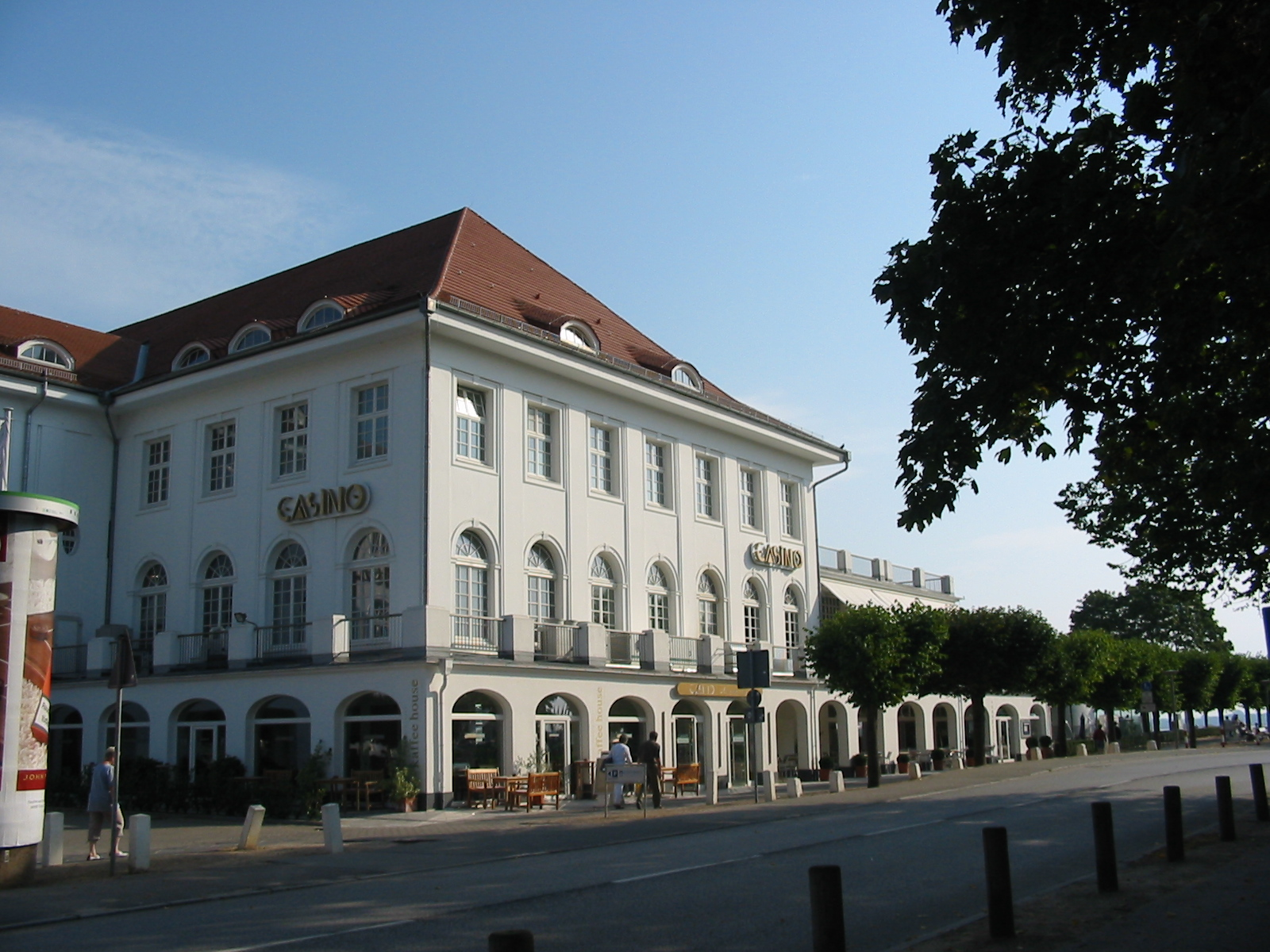
Eingangsbereich (ehemaliger Casinoflügel)

Das Casino Travemünde war bis 2012 eine der ältesten Spielbanken in Deutschland. 
Ein erstes offizielles Casino wurde 1825 in Travemünde eröffnet.
Das Gebäude wird heute als Hotel genutzt.

## Geschichte

### 1816 bis 1872
Joachim Christian Grube, seit 1808 Mitpächter des Restaurants, richtete im Logierhaus, das Dr. med. Danzmann seit 1816 gehörte, eine Spielbank ein. Nachdem Danzmann 1820 an Grube verkauft hatte, wurde dieser alleiniger Betreiber. Grube wiederum verkaufte seine ausgebauten Anwesen 1833 für 116 300 Mark Courant an Heinrich Behrens (1804–1874).
Die geduldete und seit 1833 konzessionierte Spielbank – im selben Jahr wurde auch Roulette eingeführt – war auch für die zahlreichen Passagiere der Ostseefähren, die hier ab den 1830ern verkehrten, eine Attraktion. Dienstboten, Bauernburschen und ähnliche Personen waren vom Spiel ausgeschlossen, an Pacht gingen zunächst zwanzig Friedrich d’or jährlich an die Armenkasse. Der Betrag wurde 1842 auf dreißig, zehn Jahre später auf fünfzig erhöht. Ein Drittel der Einnahmen flossen 1856–8 „dem Irrenhause zur Verstärkung seines Baufonds“ zu (1858: 235 M 12 sh.). 1859/60 wechselte der Besitzer. Der Hamburger Martin Heinrich Cords und Bartholomäus Georg Kayser erwarben die Badeanstalt und ihre Anlagen. Die Konzessionsabgaben wurden 1860 zur Finanzierung der ersten Gasbeleuchtung der Straßen verwendet. Bei der nächsten Konzessionsverlängerung 1863 wurden dann 200 Friedrich d’or Abgabe fällig. Die Schließung erfolgte zum Ende der Saison 1872; zu diesem Zeitpunkt wäre auch die Konzession abgelaufen.

### Bis 1949

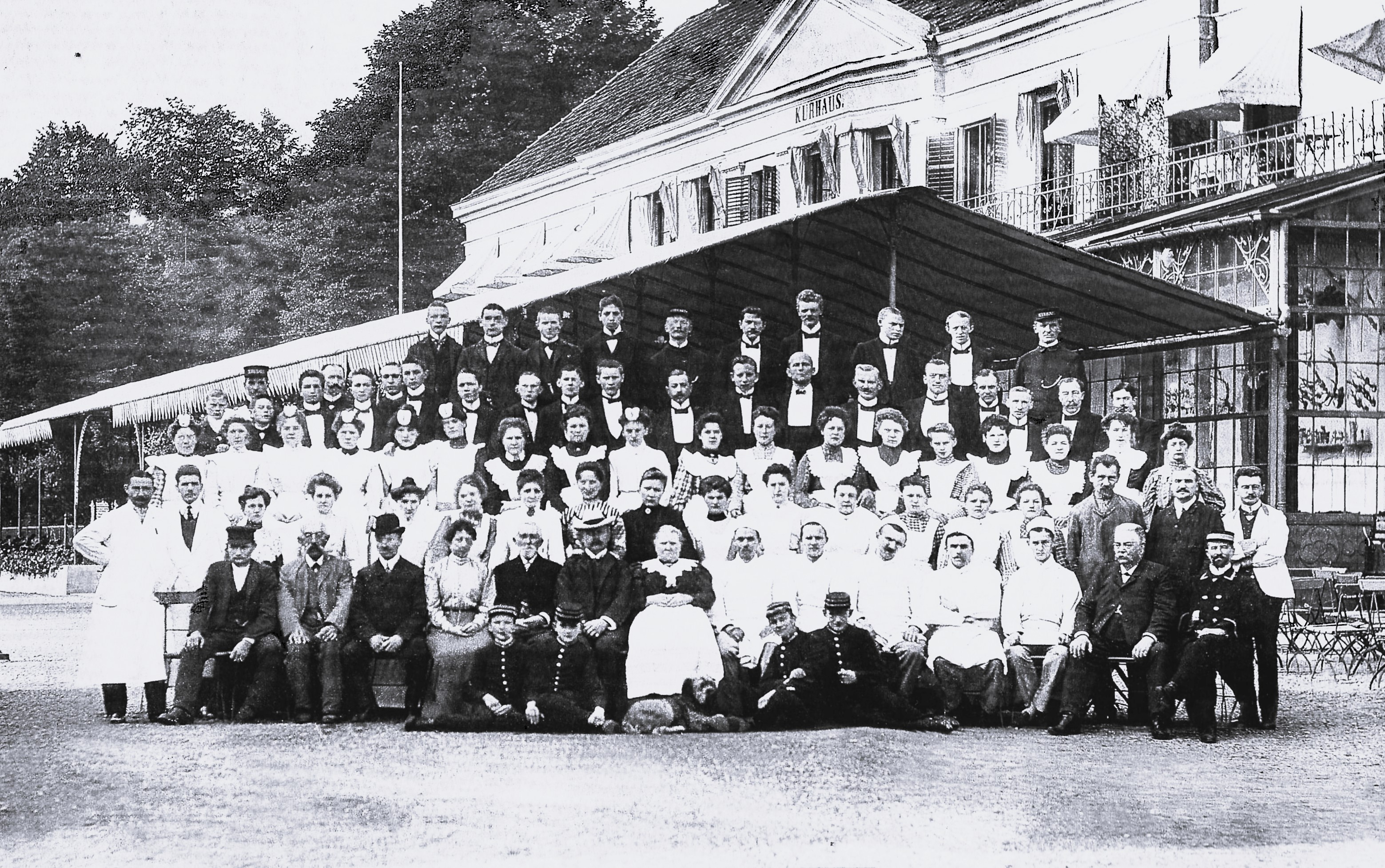
Kurhaus mit Personal, 1905

Das Haus, in dem das Casino untergebracht war, wurde in den Jahren 1913 bis 1914 von den Architekten Willy Glogner und Paul Vermehren im Jugendstil an der Kaiserallee erbaut. Es wurde zunächst als Konversationshaus und Kurhaus genutzt. Während des Ersten Weltkriegs diente das Gebäude zeitweilig als Lazarett. Nach Ende des Krieges fanden im Sommer Konzerte statt; in den Wintermonaten diente das Haus zum Unterstellen der Strandkörbe. Auch während des Zweiten Weltkriegs war es Lazarett. Nach Ende des Zweiten Weltkriegs nutzten Offiziere der britischen Besatzung das Gebäude als Offizierskasino.

#### Städtischer Kursaal
Vom 4.–-6. August 1921 hatte Travemünde ein großes gesellschaftliches Ereignis zu verzeichnen. Im Städtischen Kursaal fand unter der Regie der Firma Rudolph Karstadt, Lübeck die erste deutsche Schau der kommenden Herbstmoden statt. Von Berliner und Wiener Probierdamen, damalige Bezeichnung von Models, wurden die neuen Modemodelle aus Berlin und Wien vorgeführt. Gezeigt wurden in zwei Stunden etwa 200 Modelle: Morgengewänder, Promenadenkostüme und Mäntel, sowie Besuchs-, Tee- und Gesellschaftskleider. Dazu prachtvolle Pelze. 
Die Schau unterstrich den hohen Stand der deutschen Modewerkstätten. Wien behauptete seinen alten Vorrang in geistvoller, künstlerischer Erfindung. Die Modenschau gab dem eleganten Leben Travemündes eine neue, höchst reizvolle Note. Die Veranstaltung fand zu Gunsten der Deutschen Kinderhilfe statt.

Travemünder Modeschau 1921
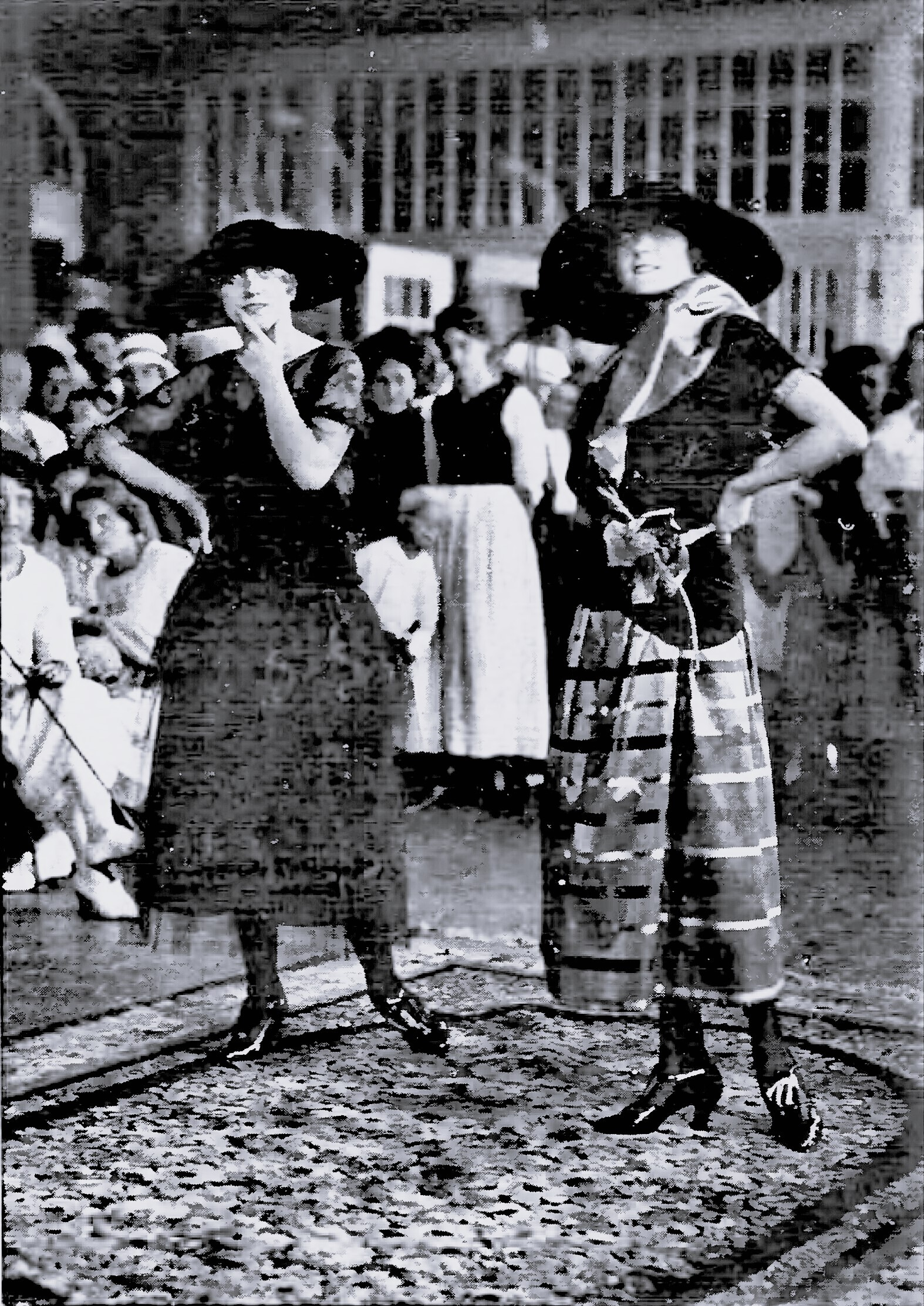
links: Kleid aus schwarzem Seidenkaschmir mit Spanischen Spitzen garniert. Pagodenärmel und grünem Seidengürtel mit Rosetten und Perlen garniert. rechts: Nachmittagskleid aus gestreiftem Changement-Taffet mit Taille aus braunem Velvet.
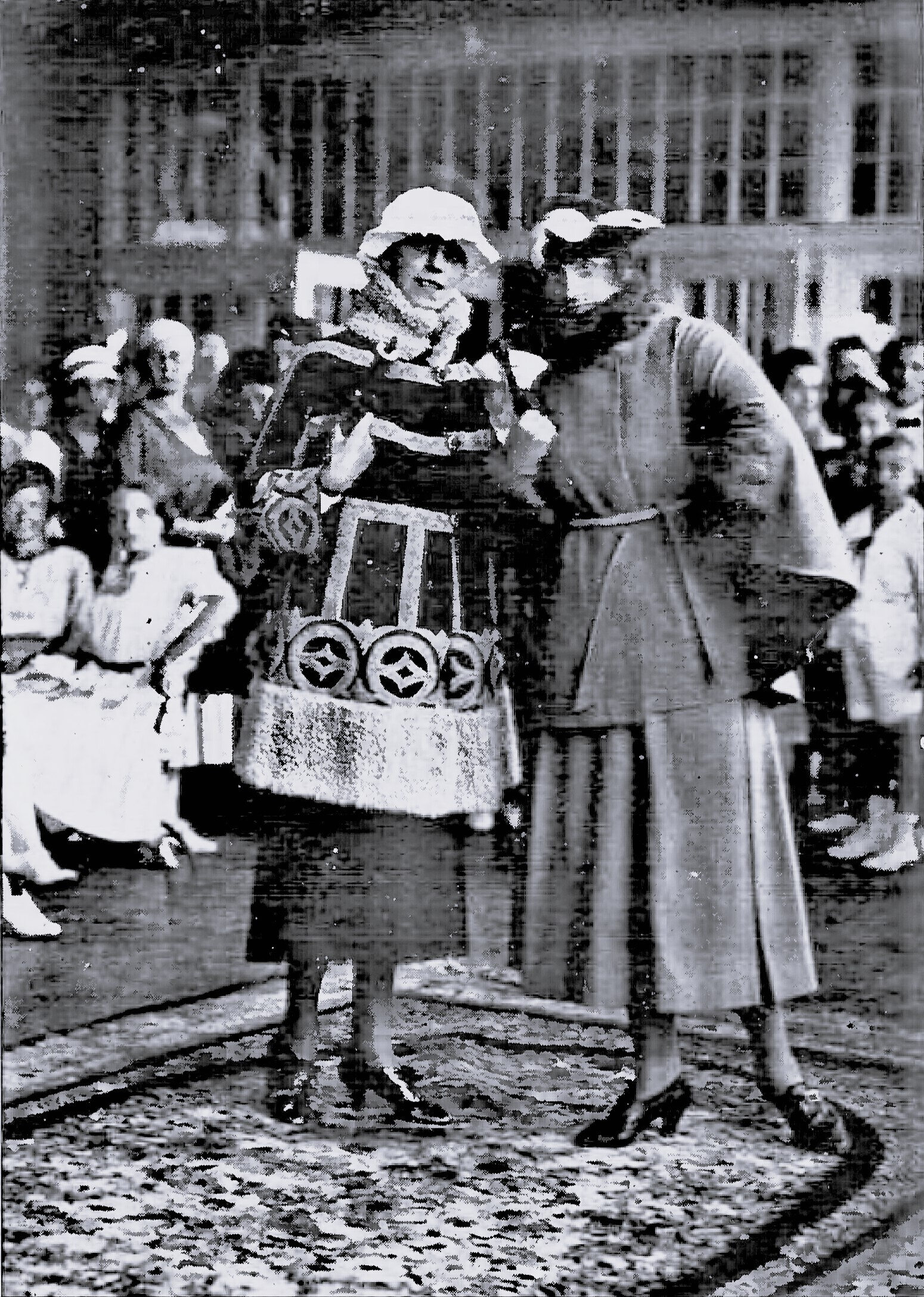
links: terrafarbiges Kostüm aus Affenhaut mit weißem Krimmer. rechts: Kostüm mit Bindegürtel und Pelerine, Kimonoärmel und Knopfgarnitur, Stehkragen und Stulpen mit Pelz.
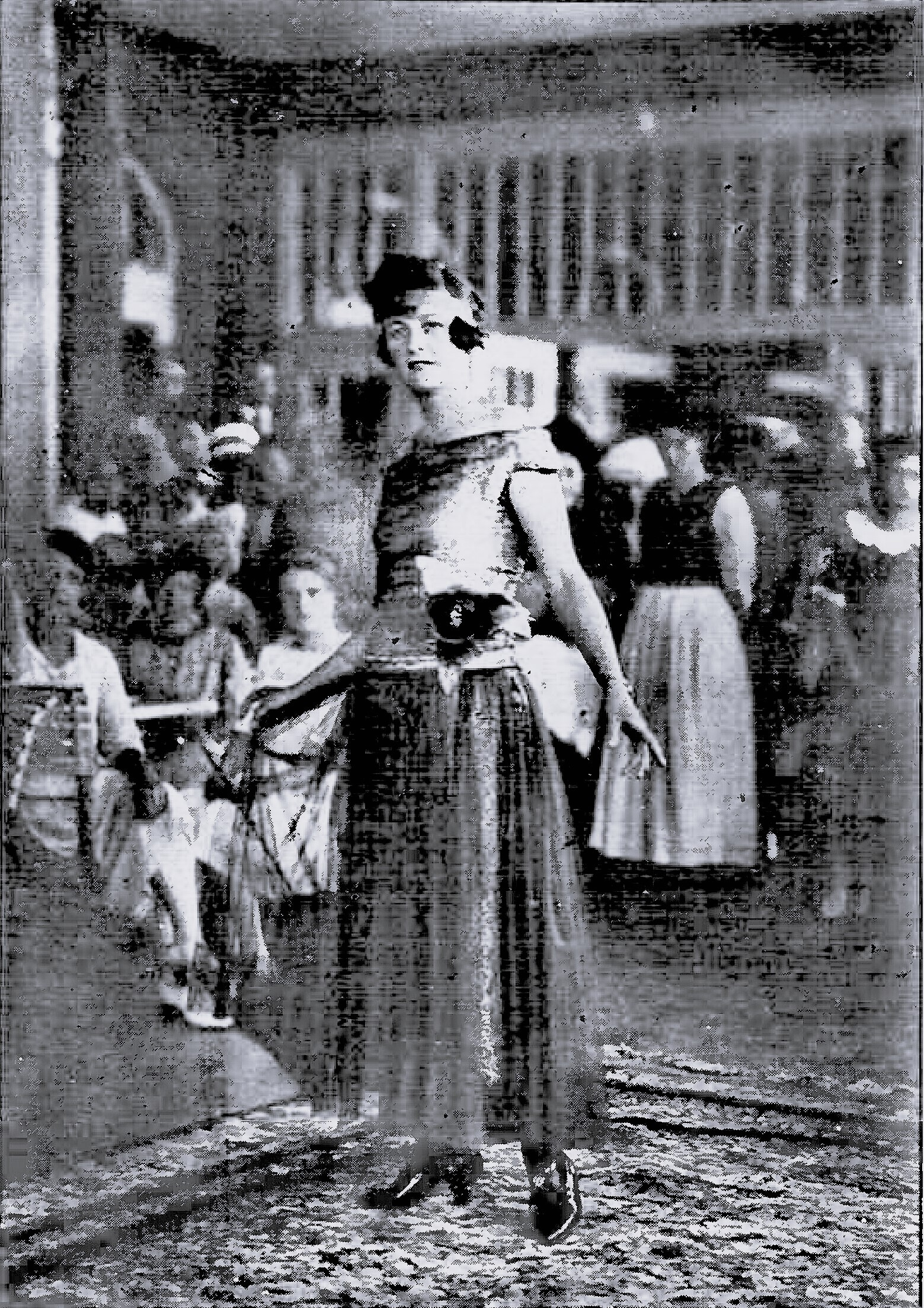
Abendkleid, Goldbrokat mit Tüllüberrock

### 1949 bis 2004
1949 begann der Spielbetrieb mit der Konzessionierung für Glücksspiele. Zu den prominentesten Gästen gehörten der Schauspieler Curd Jürgens und der griechische Reeder Aristoteles Onassis. Im weithin bekannten Nachtclub Belle Epoque traten Lale Andersen, Vico Torriani und Josephine Baker auf.
In den 1980er Jahren wurde das Haus um einen Anbau erweitert. Teile des Gebäudes standen in den 1990er Jahren leer; in den Räumlichkeiten fanden ab 1998 an Wochenenden Tanzpartys statt. 2001 wurde das Gebäude saniert. Bis dahin hatte der Verein Lübecker Presse dort regelmäßig den Lübecker Presseball gefeiert.
2004 meldete die Betreibergesellschaft des Hotels Casino Travemünde, das sich in dem Gebäude befunden hatte, Insolvenz an.

### Seit 2005

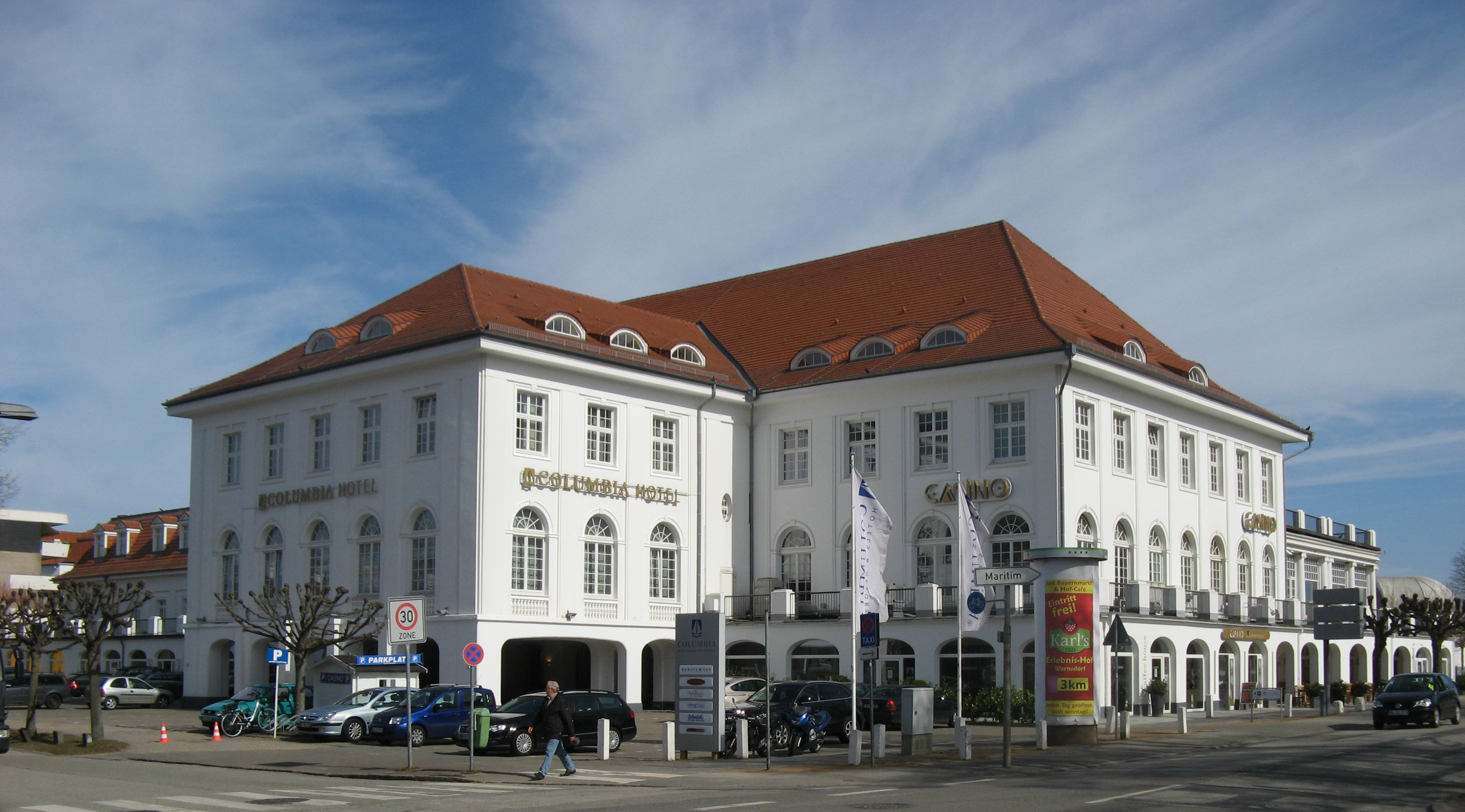
Eingangsbereich von Süd-Westen

2005 übernahm die Hotelgruppe Columbia Hotels & Resorts das Hotel vom Casino, das Hotel erhielt den Namen „Columbia Hotel Casino Travemünde“.  Das Casino zog sich auf einen Seitenflügel des Gebäudes zurück.
Seit 2009 wird das Hotel mit fünf Sternen bewertet.
Im Dezember 2012 zog das Spielcasino nach Lübeck um.
2015 übernahm die Atlantic-Hotelgruppe mit Sitz in Bremen den Betrieb des Hotels. Das Gebäude verkaufte der Reeder Heinrich Schoeller zu 50 Prozent an die Gustav Zech Stiftung sowie an Gustav Zech, der das Atlantic Hotel in der Schmiedestraße in Lübeck  betreibt. Nach Modernisierungen, bei denen Belange des Denkmalschutzes zu berücksichtigen waren, wurde das Hotel 2016 in „Atlantic Grand Hotel Travemünde“ umbenannt.

### RestaurantLa Belle Epoque(2005–2015)
Von 2005 bis 2015 leitete Kevin Fehling hier das Restaurant La Belle Epoque, das von 2012 bis 2015 ein Drei-Sterne-Restaurant war. Es war das nördlichste Drei-Sterne-Restaurant der Welt. Seit Mitte 2015 wird es nach Fehlings Weggang nicht mehr als Gourmet-Restaurant geführt.